# 濃度
濃度（）は、従来、「溶液中の溶質の割合を濃度という、いろいろな表し方がある。質量パーセント濃度、モル濃度等」（日本化学会編 第2版標準化学用語辞典）と定義されている。しかし、濃度をより狭く「特に混合物中の物質を対象に、量を全体積で除した商を示すための量の名称に追加する用語」（日本産業規格(JIS)）と定義している場合がある。
後者に従えば「質量モル濃度」と訳されているMolarityは「濃度」ではない。しかし、MolarityやMolalityにそれぞれ「質量モル濃度」等「～濃度」以外の訳語は見られない。

## 計量法における規定
「濃度」は、計量法体系における根本的概念である89種の「物象の状態の量」（おおまかには物理量と考えてよい。）の一つであり、濃度の法定計量単位は次のように、18種に限られている。このうちSI単位であるものは最初のモル毎立方メートル、キログラム毎立方メートル、グラム毎立方メートル の3種だけであり、それ以外の15種は非SI単位である（リットルは非SI単位である。ただしSIと併用できる）。
| 分類                             | 計量単位（SI単位）                                               | 計量単位（非SI単位） |
| -------------------------------- | ---------------------------------------------------------------- | --- |
| いわゆるSIに係る単位             | モル毎立方メートル キログラム毎立方メートル グラム毎立方メートル | モル毎リットル グラム毎リットル |
| SI単位のある量についての非SI単位 |                                                                  | 質量百分率 質量千分率 質量百万分率 質量十億分率 質量一兆分率 質量千兆分率 体積百分率 体積千分率 体積百万分率 体積十億分率 体積一兆分率 体積千兆分率 ピーエッチ |

上記の18種以外の様々な濃度の計量単位は、すべて非法定計量単位であり、取引・証明に用いることは禁止されている（取引・証明に用いると50万円以下の罰金がある（計量法第173条第1号））。
なお、規定度（計量法上は、規定）は、1997年10月1日以降は非法定計量単位となったので、取引・証明に用いることは禁止されている。

## IUPACによる濃度の定義に基づく分類
国際純正応用化学連合（IUPAC）は明らかに先のJISの立場であり  IUPACが発行しているGold Bookでは次の四つの量、質量濃度(mass concentration)、量濃度(amount concentration)、体積濃度(volume concentration)、数濃度(number concentration)のグループのことであり、これは混合物の組成の特徴を表す量であると定義している。また、concentrationは、amount (of substance) concentrationの略としても使われるとしている。この立場では、Molalityは日本では「質量モル濃度」と訳されているが"concentration"ではない。

### 質量濃度
質量濃度 {\displaystyle \rho _{\mathrm {B} }} は成分の 質量 {\displaystyle m_{\mathrm {B} }}を混合物の体積{\displaystyle V}で除することによって得られる： 
{\displaystyle \rho _{\mathrm {B} }={\frac {m_{\mathrm {B} }}{V}}}
SI単位は{\displaystyle \mathrm {kg/m^{3}} }である。

### 物質量濃度
物質量濃度{\displaystyle c_{\mathrm {B} }}は成分の物質量（モル数）{\displaystyle n_{\mathrm {B} }}を混合物の体積{\displaystyle V}で除することによって得られる：
{\displaystyle c_{\mathrm {B} }={\frac {n_{\mathrm {B} }}{V}}}
SI単位は{\displaystyle \mathrm {mol/m^{3}} }である。

### 体積濃度
体積濃度 {\displaystyle \phi _{i}}（体積分率とは異なる）は、混合物の体積{\displaystyle V} で成分の体積{\displaystyle V_{i}}を除することによって得られる
{\displaystyle \phi _{i}={\frac {V_{i}}{V}}}
SI単位はm3/m3=1である。

### 数濃度
数濃度{\displaystyle C_{\mathrm {B} }}は成分の個数{\displaystyle N_{\mathrm {B} }}を混合物の体積{\displaystyle V}で除することによって得られる：
{\displaystyle C_{\mathrm {B} }={\frac {N_{\mathrm {B} }}{V}}}
SI単位は{\displaystyle \mathrm {m^{-3}} }である。

## 濃度に関係するその他の単位

### 質量モル濃度
質量モル濃度{\displaystyle b_{\rm {B}}}は成分の物質量（モル数）{\displaystyle n_{\rm {B}}}を溶媒の質量{\displaystyle m_{\rm {A}}}で除することによって得られる：
 {\displaystyle b_{\rm {B}}={\frac {n_{\rm {B}}}{m_{\rm {A}}}}}

　　 SI単位 は、{\displaystyle \mathrm {mol/kg} }である。

### 比体積
比体積{\displaystyle v}は体積{\displaystyle V}を質量{\displaystyle m}で除することによって得られる：
 {\displaystyle v={\frac {V}{m}}}

　　 SI単位 は、{\displaystyle \mathrm {m^{3}/kg} }である。

### 質量分率
質量分率{\displaystyle w_{\rm {B}}}は成分の質量{\displaystyle m_{\rm {B}}}を混合物の質量{\displaystyle m}で除することによって得られる：
{\displaystyle w_{\rm {B}}={\frac {m_{\rm {B}}}{m}}}

## 濃度と濃度に関係するその他の単位の要約

### SI基本単位の内、物質量、体積、質量に関係する商である9つの量の要約
| [ 5 ]                            | [ 5 ]                                                                                             | [ 5 ]                                                                                             | [ 5 ]                                                                                             | Quantity in numerator (分数の)分子の量 | Quantity in numerator (分数の)分子の量 | Quantity in numerator (分数の)分子の量 | Quantity in numerator (分数の)分子の量 | Quantity in numerator (分数の)分子の量 | Quantity in numerator (分数の)分子の量 | Quantity in numerator (分数の)分子の量                                                                                         | Quantity in numerator (分数の)分子の量                                                                                         | Quantity in numerator (分数の)分子の量                                                                                         |
| [ 5 ]                            | [ 5 ]                                                                                             | [ 5 ]                                                                                             | [ 5 ]                                                                                             | Amount of substance 物質量* Symbol 記号: {\displaystyle n} SI単位: {\displaystyle \mathrm {mol} }                                            | Amount of substance 物質量* Symbol 記号: {\displaystyle n} SI単位: {\displaystyle \mathrm {mol} }                                            | Amount of substance 物質量* Symbol 記号: {\displaystyle n} SI単位: {\displaystyle \mathrm {mol} }                                            | Volume 体積* Symbol 記号: {\displaystyle V} SI単位: {\displaystyle \mathrm {m^{3}} }                                                                                                   | Volume 体積* Symbol 記号: {\displaystyle V} SI単位: {\displaystyle \mathrm {m^{3}} }                                                                                                   | Volume 体積* Symbol 記号: {\displaystyle V} SI単位: {\displaystyle \mathrm {m^{3}} }                                                                                                   | Mass 質量* Symbol 記号: {\displaystyle m} SI単位: {\displaystyle \mathrm {kg} }                                                | Mass 質量* Symbol 記号: {\displaystyle m} SI単位: {\displaystyle \mathrm {kg} }                                                | Mass 質量* Symbol 記号: {\displaystyle m} SI単位: {\displaystyle \mathrm {kg} }                                                |
| Quantity in denominator 分母の量 | Amount of substance 物質量* Symbol 記号: {\displaystyle n} SI単位: {\displaystyle \mathrm {mol} } | Amount of substance 物質量* Symbol 記号: {\displaystyle n} SI単位: {\displaystyle \mathrm {mol} } | Amount of substance 物質量* Symbol 記号: {\displaystyle n} SI単位: {\displaystyle \mathrm {mol} } | amount-of-substance fraction 物質量分率* {\displaystyle x_{\rm {B}}={\frac {n_{\rm {B}}}{n}}} SI単位: {\displaystyle {\rm {mol/mol}}=1}      | amount-of-substance fraction 物質量分率* {\displaystyle x_{\rm {B}}={\frac {n_{\rm {B}}}{n}}} SI単位: {\displaystyle {\rm {mol/mol}}=1}      | amount-of-substance fraction 物質量分率* {\displaystyle x_{\rm {B}}={\frac {n_{\rm {B}}}{n}}} SI単位: {\displaystyle {\rm {mol/mol}}=1}      | molar volume モル体積* {\displaystyle V_{\rm {m}}={\frac {V}{n}}} SI単位: {\displaystyle {\rm {m^{3}/mol}}}                                                                            | molar volume モル体積* {\displaystyle V_{\rm {m}}={\frac {V}{n}}} SI単位: {\displaystyle {\rm {m^{3}/mol}}}                                                                            | molar volume モル体積* {\displaystyle V_{\rm {m}}={\frac {V}{n}}} SI単位: {\displaystyle {\rm {m^{3}/mol}}}                                                                            | molar mass モル質量* {\displaystyle M={\frac {m}{n}}} SI単位: {\displaystyle {\rm {kg/mol}}}                                   | molar mass モル質量* {\displaystyle M={\frac {m}{n}}} SI単位: {\displaystyle {\rm {kg/mol}}}                                   | molar mass モル質量* {\displaystyle M={\frac {m}{n}}} SI単位: {\displaystyle {\rm {kg/mol}}}                                   |
| Quantity in denominator 分母の量 | Volume 体積 Symbol 記号: {\displaystyle V} SI単位: {\displaystyle \mathrm {m^{3}} }               | Volume 体積 Symbol 記号: {\displaystyle V} SI単位: {\displaystyle \mathrm {m^{3}} }               | Volume 体積 Symbol 記号: {\displaystyle V} SI単位: {\displaystyle \mathrm {m^{3}} }               | amount-of-substance concentration 物質量濃度* {\displaystyle c_{\rm {B}}={\frac {n_{\rm {B}}}{V}}} SI単位: {\displaystyle {\rm {mol/m^{3}}}} | amount-of-substance concentration 物質量濃度* {\displaystyle c_{\rm {B}}={\frac {n_{\rm {B}}}{V}}} SI単位: {\displaystyle {\rm {mol/m^{3}}}} | amount-of-substance concentration 物質量濃度* {\displaystyle c_{\rm {B}}={\frac {n_{\rm {B}}}{V}}} SI単位: {\displaystyle {\rm {mol/m^{3}}}} | volume fraction 体積分率* {\displaystyle \varphi _{\rm {B}}={\frac {x_{\rm {B}}V_{\rm {m,B}}^{*}}{\Sigma x_{\rm {A}}V_{\rm {m,A}}^{*}}}} SI単位: {\displaystyle {\rm {m^{3}/m^{3}=1}}} | volume fraction 体積分率* {\displaystyle \varphi _{\rm {B}}={\frac {x_{\rm {B}}V_{\rm {m,B}}^{*}}{\Sigma x_{\rm {A}}V_{\rm {m,A}}^{*}}}} SI単位: {\displaystyle {\rm {m^{3}/m^{3}=1}}} | volume fraction 体積分率* {\displaystyle \varphi _{\rm {B}}={\frac {x_{\rm {B}}V_{\rm {m,B}}^{*}}{\Sigma x_{\rm {A}}V_{\rm {m,A}}^{*}}}} SI単位: {\displaystyle {\rm {m^{3}/m^{3}=1}}} | mass density 質量密度* {\displaystyle \rho ={\frac {m}{V}}} SI単位: {\displaystyle {\rm {kg/m^{3}}}}                           | mass density 質量密度* {\displaystyle \rho ={\frac {m}{V}}} SI単位: {\displaystyle {\rm {kg/m^{3}}}}                           | mass density 質量密度* {\displaystyle \rho ={\frac {m}{V}}} SI単位: {\displaystyle {\rm {kg/m^{3}}}}                           |
| Quantity in denominator 分母の量 | Mass 質量 Symbol 記号: {\displaystyle m} SI単位: {\displaystyle {\rm {kg}}}                       | Mass 質量 Symbol 記号: {\displaystyle m} SI単位: {\displaystyle {\rm {kg}}}                       | Mass 質量 Symbol 記号: {\displaystyle m} SI単位: {\displaystyle {\rm {kg}}}                       | molality 質量モル濃度* {\displaystyle b_{\rm {B}}={\frac {n_{\rm {B}}}{m_{\rm {A}}}}} SI単位: {\displaystyle {\rm {mol/kg}}}                 | molality 質量モル濃度* {\displaystyle b_{\rm {B}}={\frac {n_{\rm {B}}}{m_{\rm {A}}}}} SI単位: {\displaystyle {\rm {mol/kg}}}                 | molality 質量モル濃度* {\displaystyle b_{\rm {B}}={\frac {n_{\rm {B}}}{m_{\rm {A}}}}} SI単位: {\displaystyle {\rm {mol/kg}}}                 | specific volume 比体積* {\displaystyle v={\frac {V}{m}}} SI単位: {\displaystyle {\rm {m^{3}/kg}}}                                                                                      | specific volume 比体積* {\displaystyle v={\frac {V}{m}}} SI単位: {\displaystyle {\rm {m^{3}/kg}}}                                                                                      | specific volume 比体積* {\displaystyle v={\frac {V}{m}}} SI単位: {\displaystyle {\rm {m^{3}/kg}}}                                                                                      | mass fraction 質量分率* {\displaystyle w_{\mathrm {B} }={\frac {m_{\mathrm {B} }}{m}}} SI単位: {\displaystyle {\rm {kg/kg=1}}} | mass fraction 質量分率* {\displaystyle w_{\mathrm {B} }={\frac {m_{\mathrm {B} }}{m}}} SI単位: {\displaystyle {\rm {kg/kg=1}}} | mass fraction 質量分率* {\displaystyle w_{\mathrm {B} }={\frac {m_{\mathrm {B} }}{m}}} SI単位: {\displaystyle {\rm {kg/kg=1}}} |

　* 日本語訳は「IUPAC 物理化学で用いられる量・単位・記号」第３版から採用した。

## 従来の濃度の定義に基づく分類
濃度はいかなる混合物にも適用できるが、最もよく使われるのが溶液に対してであり、この場合、濃度はある溶質 (solute) が溶媒 (solvent) に対してどの程度溶けているかを示す。
成分量および全体量を計量する値の種別により濃度は次のように呼称される。
- 質量 - 質量濃度
- 体積 - 体積濃度（容量濃度）
- 物質量 - モル分率

質量濃度といった場合は全体量は質量で計測し、体積濃度といった場合は全体量を体積で計測する。
特に断らない限りは「混合物の成分を計量する対象」と「混合物全体を計量する対象」の値と種類は同一であるが、利用目的に応じて異なる種類の計量値の比をもって濃度とする場合も多い。一般には w/w や w/v などと記号で表記される場合が多い。この符号はweight, volumeの頭文字で、分子が成分の計量方法、分母が全体の計量方法を示している。
単純な体積の比率を示す「体積（容量）パーセント濃度」では「vol%」の記号を用いるなど、濃度の単位を表す項にvolumeを略したvolの語を付けるのが一般である。

### 質量濃度
質量濃度(英語: mass concentration)は、成分の質量を全体の質量で割った値である。次元は ML−3 である。たとえば空気中の粉塵の量を表すのに用いられる。

#### 質量パーセント濃度（質量分率）
このような、質量/質量の濃度では、質量パーセント濃度が利用されることが多い。質量パーセント濃度とは、質量濃度の単位「w/w」の代わりに100分率記号にweightを略したwtをつけ、「wt%」を用いて表す単位を使う。単に「%」を使うことがあるが、容量パーセント濃度と混同されかねないため、正式ではない。質量パーセント濃度は、その指数を使って簡単に溶質の量を計算できるほか、濃度の大きさを直感的に扱うことができるため、大まかな濃度を示したいときなど、多くの場面で見られる。質量分率ともいう。
「%」とは直訳すると「100あたり」となり、全体を100とした場合どのくらい溶質が含まれるかを表す。質量パーセント濃度の場合その数字の基準となる単位が質量単位ということである。
例として濃度 0.32 g/g のメタノール水溶液で説明する。今、この濃度は水溶液1 gあたりに含まれるメタノール（溶質）の濃度を示している。
これをパーセント濃度（100あたり）に変換するため100倍にする。すると32 g/100 gとなる。これは100 gあたりに32 gの溶質が含まれていることを示す。ここで、濃度を示す単位を g/100 g（100 gあたり{x} g）から質量パーセント(%つまり、質量100 gあたり{x} g)に置き換えると32 wt%と質量パーセント濃度が求められる。
また、質量パーセント濃度は次の式から直接導くこともできる。
質量パーセント濃度 = {溶質（例ではメタノールの質量）/ 全体量（例では水溶液）} × 100 wt%
また、きわめて希薄な溶液に対しては百万分率や十億分率の単位が用いられる。
次に例示する分量を示すSI接頭語と組み合わせた補助単位で希薄度にあわせて濃度が表される。
百分率 (%) 濃度
比の絶対値に102を乗じて値とする。
千分率 (‰) 濃度
比の絶対値に103を乗じて値とする。
百万分率 (ppm) 濃度
比の絶対値に106を乗じて値とする。
十億分率 (ppb) 濃度
比の絶対値に109を乗じて値とする。
一兆分率 (ppt) 濃度
比の絶対値に1012を乗じて値とする。

#### 物質量/質量
これらと同じように、含まれる混合物（例ではメタノール）の単位として物質量を用いたものが使われる。
例の文章より100 gの液体には、32 gのメタノールが含まれていることがわかるが、メタノールの分子量から算出される物質量（モル）は、C = 12.0 - , H = 1.00 - , O = 16.0 -とすると、メタノールの分子量はCH3OH = 12.0 - + 4 × 1.00 - +16.0 - = 32.0 -となり、物質量は32 g/(32.0 g/mol) = 1.0 molとなる。
※「-」とは、単位がない（無次元である）ことを表す記号であり、書かなくてもよい。分子量にg/molという単位をつけるだけで、モル質量となる。
質量モル濃度 (英語: molality)上記と同じく、濃度とは全体に対する混合物の比率であり、1.0 molのメタノールが100 gの液体の中に存在すると考えれば、1.0 mol / 100 g = 10 mol/kgとなる。
上項と同じ単位を用いながら、その内容の示す所は異なる。沸点上昇や凝固点降下の計算に用いられる。単位は溶質の物質量÷溶媒の質量つまり、mol/kgを用いる。
定義は単位溶媒質量あたりの溶質の物質量。溶液全体に占める物質量でないことに注意されたい。この記事の例では、32 gのメタノールが1.0 molであり、考える溶媒は 100 − 32 g = 68 g となるから、1.0 mol/68 g = 14.7 mol/kgとなる。

### 体積濃度（容量濃度）
体積濃度（容量濃度）とは、全体量を体積単位で計測し、算出する濃度で、基本単位がL（リットル）の場合と立方メートルの場合がある。混合されている試料を計測する単位は、質量や物質量であることが多い。化学の場面において、ある濃度の水溶液を調整する場合、試料を正確な量測り取り、メスフラスコなどの器具を用いて正確な体積に希釈し調整することが多く、主な化学薬品なども「体積モル濃度」で示されるのが普通である。実験操作では主に溶液の体積測定が問題となるため、溶液の体積を基にした濃度方式は便利であり、最もよく使われる濃度単位である。
ここでも簡単のため、
例、メタノール32.0 gを水で希釈し、100 Lとした水溶液（基本単位はリットルを用いる）。
を例として以下に説明する。

#### 質量/体積
上記の例では、100 Lの溶液には32 gの試料（メタノール）が混合していることが読み取れる。
一般的には単位体積あたりの濃度を示すのが普通である。つまり、基本単位であるLあたりのgの濃度を示すことである。
全体量を1Lと調整すると、0.32 g/Lとなる。
規定（計量法上の用語）または規定度は、主に定量分析に用いられる単位体積 (1 L) に含まれるグラム当量数を表す。グラム当量数は反応物質の反応に要する物質量、酸塩基反応などの化学反応を1 mol分の反応を完結させるために必要な物質の質量である。詳しくは化学当量を参照されたい。
規定は1997年10月1日以降は、計量法上の法定計量単位ではなくなっており、取引・証明に用いることは禁止されている。また、工場排水試験方法のJIS規格（JIS K 0102）では1993年の改正で廃止されている。なお、義務教育における学習指導要領でも扱われない。このように、現在ではほぼ使われなくなって、モル濃度（mol/L）に統一されている。
質量/体積濃度に類似するが、それぞれの試料の種類によって、グラム当量が異なるため同質量でも、化学種によって規定濃度は異なる。
式では、規定 = グラム当量 / 体積　と表される。
尚、質量/体積の濃度では、パーセント濃度が使われることは少ない。

#### 体積モル濃度（物質量/体積）
体積モル濃度は最もよく使われる濃度であり、単にモル濃度といえば、この体積モル濃度を指す。
そのため、体積モル濃度の単位「mol/L」を、Mol （あるいはM） と表記し、「モーラー」（またはモル）と発音する場合がある。また、実験室レベルのごく少量の溶液を用いる場合はSI接頭語のミリをあわせ「mmol（ミリモル）」単位を用いることが慣習となっている。Molという濃度単位は国際単位系 (SI) では認められておらず、将来的には「mol/L」に統一されるべきである。ただ、Mという表記は現在でも多くの学術誌で暫定的に使用が容認されており、現状では併用されている。また、計量法では従来使用が認められていた規定度から体積モル濃度に置き換える様に勧告している。
以下に体積モル濃度の求め方を示す。
例では、100 Lの試料溶液には32 gのメタノールが混合している。32 gのメタノールの物質量は分子量から約1 molと算出できる。
つまり、100 Lの溶液には1 molのメタノールが混合しており、1 mol/100 Lと濃度を示すことができる。
これを単位体積あたりの濃度に調節すると、0.01 mol/Lとなり、体積モル濃度が求められる。
式で表すと、 M=n/V（M=体積モル濃度、n=物質量、V=体積）である。
以上を簡単にまとめると以下になる。
CH3OH = 32.0 -とすると、(32.0 g/(32.0 g/mol))/100 L = 1.00×10−2 mol/L
このように体積モル濃度は物質量を全体量の体積で除したものである。物質量は溶質の質量から分子量を使って求められるため、「質量パーセント濃度」などの一般的な濃度単位から「体積モル濃度」へ変換する場合、密度などから溶質の質量を算出した後、物質量を決定し、体積で割ることで変換できる。
仮に、密度1000 g/Lである質量パーセント濃度32 wt%のメタノール水溶液が与えられた場合、体積1 Lの水溶液に含まれるメタノールの質量は密度と質量パーセント濃度から320 gと求められる。このときの物質量は分子量から10 molと算出でき、それより体積モル濃度を10 mol/Lと決定することができる。

#### 式量濃度
式量濃度は体積濃度の一つで、単位体積中に含まれる混合物のグラム式量数で定義され分析濃度や全濃度と呼ばれることもある。体積モル濃度に似るが、酸や等の解離性の化学種や錯体形成反応等、溶液中で物質量が変化する場合ではこのような濃度が用いられる。
式量濃度は含まれる化学種すべての濃度の総和であり、化学種の平衡濃度（溶液中で化学反応が見かけ上起こらなくなった状態の濃度）を解離定数や溶解度定数等の平衡定数から簡単に求めることができる。詳しくは規定度なども参照されたい。
ここでは例として、解離性の化学種(A)32 gを水で希釈し、100Lとした水溶液を用いる。尚、この化学種(A)の分子量は32であり、水溶液中で40 %解離し、化学種(B)を生じるとする。
この化学種(A)の物質量は1 molであり、式量濃度は体積モル濃度と同じように0.01 mol/Lと算出できる。ここで、水溶液中の体積モル濃度を式量濃度から求めることができる。
水中で化学種(A)は40 %解離し化学種(B)を生じている。つまり、式量濃度（全濃度）0.01 mol/Lの40 %が化学種(B)の体積モル濃度である。つまり0.01×0.4 mol/L＝0.004 mol/Lと簡単に計算できる。また同じように化学種(A)は60 %存在するため、0.006 mol/Lと求めることができる。
このように系の中に含まれる物質の式量濃度（全濃度）を求めることは、さらに複雑な解離、錯形成反応を起こす化学種のモル濃度を求める際にも非常に有用である。

### モル分率
モル分率は、全体量と混合試料ともに物質量を基準とし、算出する単位である。体積などのように温度に依存することがないため、物性の異なる多成分を含んだ系に使われることが多い。混合物の物質量/全体の物質量で表される。このため含まれるすべての物質のモル分率の総和や純物質のモル分率は1である。
ここでは次の例を用いる。
例、メタノール32 gを水で希釈し、100 gとした水溶液。
この溶液にはメタノールが32 g(1 mol)含まれる、全体量からの差から求めると、このとき水は68 g含まれている。68 gの水は分子量から求めると3.8 molと算出できる。
つまり、このときこの溶液にはメタノール1.0 molと水3.8 mol、あわせて4.8 molが含まれている。モル分率は混合物の物質量/全体の物質量であるから、メタノールを混合物とすると1.0 mol/4.8 mol=0.21と算出できる。同じように、水のモル分率は約0.79となる。

### 力価
溶液の濃度を表す単位として、力価 (タイター) というものが用いられることとなる。これは化学において主にmmol/Lの単位が主に慣習として用いられることから使用される単位である。
力価の単位は、それらと同じように単位体積あたりの質量であるが、基準となる試薬とちょうど反応しあうだけの試薬の質量を示す。
簡単のため、次の例を用いる。
例、基準として5 mgの水酸化ナトリウム試薬がある。これを塩酸溶液1 mLで中和したとする。
このとき、塩酸水溶液1 mLには5 mgの水酸化ナトリウムを中和する力があると考えることができる。このことから、力価は基準となる水酸化ナトリウム試薬5 mgを1 mLで中和する塩酸の濃度と考えることができ、塩酸の濃度は水酸化ナトリウム力価5 mg/mLと表すことができる。
力価はグラム当量に関係するため、規定度に容易に換算することができる。二つを表す式を比較すると、力価=mg/mL　規定度=mg/mL×グラム当量　であり、すなわち　力価=規定度×グラム当量　である。
定量分析などにおいては、力価を正確に測定するため、いくつかの基準試薬（シュウ酸など）から何回かの滴定を行い決定する。

### その他
体積は溶液の密度が混合比により変化したり、溶液の熱膨張により密度が変化する為、体積を用いる濃度は正確な計量には使いにくい指標である。
一方、定量分析の滴定では試薬量を体積で測る場合が多い為に、全体量は体積とするが成分量は物質量で計った体積モル濃度(mol/L)や試薬のモル当量で計った規定濃度が利用される。前述の様に体積が持つ不確かさを相殺する為に、各測定実験毎に逆滴定で濃度のファクター（補正係数）を決定する必要がある。